# F1 World Grand Prix 2000
F1 World Grand Prix 2000 is een videospel voor het platform Sony PlayStation. Het spel werd uitgebracht in 2001. 